# Bracon exclamationis
Bracon exclamationis är en stekelart som beskrevs av Papp 1971. Bracon exclamationis ingår i släktet Bracon och familjen bracksteklar. Inga underarter finns listade.